# Тупий та ще тупіший 2
«Тупий та ще тупіший 2» (англ. Dumb and Dumber To) — комедія режисерів братів Фарреллі. Сиквел фільму 1994 року «Тупий і ще тупіший». Світова прем'єра фільму відбулася 14 листопада 2014 року, через 20 років після прем'єри першої частини.

## У ролях
| Актор         | Роль                       |
| ------------- | -------------------------- |
| Джим Керрі    | Ллойд Крістмас             |
| Джефф Деніелс | Гаррі Данн                 |
| Роб Ріґґл     | Тревіс / Капітан Ліппінкод |
| Лорі Голден   | Адель Пічлоу               |
| Дон Лейк      | доктор Рой Бейкер          |
| Кетлін Тернер | Фрайда Фелчер              |
| Стів Том      | доктор Бернард Пічлоу      |
| Рейчел Мелвін | Пенні Пічлоу               |
| Тембі Лок     | доктор Барбара Волкотт     |
| Пол Блекторн  | доктор Мелдман             |
| Брейді Блум   | Біллі                      |
| Swizz Beatz   | лідер ніндзя               |
| Білл Мюррей   | Айс Пік                    |
| Дерек Голланд | пацієнт                    |
| Кем Нілі      | Сі Басс                    |
| Шон Гілд      | один Сі Басса              |

## Саундтрек
| #     | Назва                  | Artist                                | Тривалість |
| ----- | ---------------------- | ------------------------------------- | ---------- |
| 1.    | «Alive»                | Empire of the Sun                     | 3:25       |
| 2.    | «She Got a Mind»       | Natural Child                         | 4:20       |
| 3.    | «Right Action»         | Franz Ferdinand                       | 3:04       |
| 4.    | «Mistakes of My Youth» | Eels                                  | 4:55       |
| 5.    | «Cinderella»           | Firefall                              | 3:51       |
| 6.    | «When I’m Alone»       | Lissie                                | 3:42       |
| 7.    | «Me and You»           | Джейк Баґґ                            | 2:56       |
| 8.    | «On the Dark Side»     | John Cafferty & The Beaver Brown Band | 2:42       |
| 9.    | «Wandering Star»       | Empire of the Sun                     | 3:16       |
| 10.   | «Periwinkle Sky»       | The Dahls                             | 3:02       |
| 11.   | «Tonight»              | Empire of the Sun                     | 2:55       |
| 12.   | «Sticky Situation»     | The Jane Carrey Band                  | 3:31       |
| 41:39 |                        |                                       |            |

## Відгуки
При бюджеті в 40 000 000 $ фільм з лишком окупився в прокаті, заробивши 169 837 010 $. Він отримав змішані відгуки критиків: на сайті Rotten Tomatoes набрав 30% на основі 147 відгуків із середнім рейтингом 4.4/10. На сайті Internet Movie Database 5,6 зірок з 10. На Metacritic він отримав 36 балів з 100, на основі відгуків 36 критиків і 5.5 балів з 10 в глядацькому голосуванні.

## Нагороди та номінації
| Премія                              | Категорія                    | Номінація                  | Результат |
| ----------------------------------- | ---------------------------- | -------------------------- | --------- |
| Golden Schmoes Awards               | Найбільше розчарування року  | Тупий та ще тупіший 2      | Номінація |
| Golden Trailer Awards               | Кращий тизер-постер          | Тупий таще тупіший 2       | Номінація |
| Houston Film Critics Society Awards | найгірший фільм              | Тупий та ще тупіший 2      | Номінація |
| Teen Choice Awards                  | Choice Movie: Комедія        | Тупий та ще тупіший 2      | Номінація |
| Teen Choice Awards                  | Choice Movie Actor: Комедія  | Джим Керрі                 | Номінація |
| Teen Choice Awards                  | Choice Movie: Хімія          | Джим Керрі і Джефф Деніелс | Номінація |
| Women Film Critics Circle Awards    | Worst Male Images in a Movie | Тупий та ще тупіший 2      | Перемога  |